# Neotrichiorhyssemus expansicollis
Neotrichiorhyssemus expansicollis är en skalbaggsart som beskrevs av Bénard 1930. Neotrichiorhyssemus expansicollis ingår i släktet Neotrichiorhyssemus och familjen Aphodiidae. Inga underarter finns listade i Catalogue of Life.